# François Van Snick
François Van Snick (Ath, 10 januari 1793 - Gent, 25 september 1834) was een Belgisch advocaat en lid van het Belgisch Nationaal Congres.

## Levensloop
Van Snick was advocaat en werd door het arrondissement Ath verkozen tot effectief lid van het Nationaal Congres. Hij werd een van de meest actieve leden en hij hield talrijke tussenkomsten in de openbare zittingen. Zij situeerden hem als een lid van de antiklerikale groep.
Hij hield de meest hevige rede tegen de Nassaus, naar aanleiding van de stemming over hun eeuwigdurende uitsluiting van de macht in België. Wat de staatsvorm betreft was hij aanvankelijk gewonnen voor een republiek, maar liet zich tijdens de debatten overtuigen dat een grondwettelijke monarchie ook goed kon zijn. Hij vroeg wel om in eigen land een passende monarch te vinden, want waarom moest men die wel buiten de grenzen gaan zoeken? Toen dit geen meerderheid kreeg, stemde hij voor de hertog van Leuchtenberg (en niet voor de hertog van Nemours) en later voor Leopold van Saksen Coburg. Wat het Verdrag der XVIII artikelen betreft, was hij het die de motie indiende waarop moest worden gestemd om het verdrag te aanvaarden. Van Snick was niet bang om uitgebreide tussenkomsten te houden en stevige stellingen in te nemen.
Na beëindiging van de werkzaamheden van het Nationaal Congres werd Van Snick raadsheer bij het hof van beroep in Gent, waar hij een paar jaar later overleed.